# Grimsholmens naturreservat
Grimsholmen är ett naturreservat i Skrea socken och till liten del i Eftra socken i Falkenbergs kommun i Halland. Det är på 173 hektar, av vilka 70 hektar är land. Området är skyddat sedan 1992 och ägs av Västkuststiftelsen. Det har blivit naturreservat för att skydda kusthedlandskapet. Det är även viktigt för friluftslivet. Inom området finns lämningar från bronsåldern. Grimsholmen är också ett exklusivt och eftertraktat villa- och fritidshusområde, beläget på en udde i direkt anslutning till naturreservatet. Det ligger cirka 9 kilometer söder om Falkenberg. Många hus har fin havsutsikt, både norrut och söderut. Högsta punkten är Smörkull, som också är ett naturreservat.